# Oldenlandia matthewii
Oldenlandia matthewii là một loài thực vật có hoa trong họ Thiến thảo. Loài này được (Dunn) Chun mô tả khoa học đầu tiên năm 1934.